# Silvio autobiográfico
Silvio Autobiográfico es un álbum del cantautor cubano Silvio Rodríguez.
Es una recopilación de canciones ya publicadas en otros álbumes que vienen a definir su propia vida.

## Lista de canciones
1. Llegué por San Antonio de los Baños
2. Hallazgo de las piedras
3. Imagínate
4. En mi calle
5. Pioneros
6. La gaviota
7. Llover sobre mojado
8. Me veo claramente
9. Cuando yo era un enano
10. Tu fantasma
11. Supón o (Canción del torpe)
12. Yo soy de donde hay un río o (Décimas a mi abuelo)